# Barnrikehus

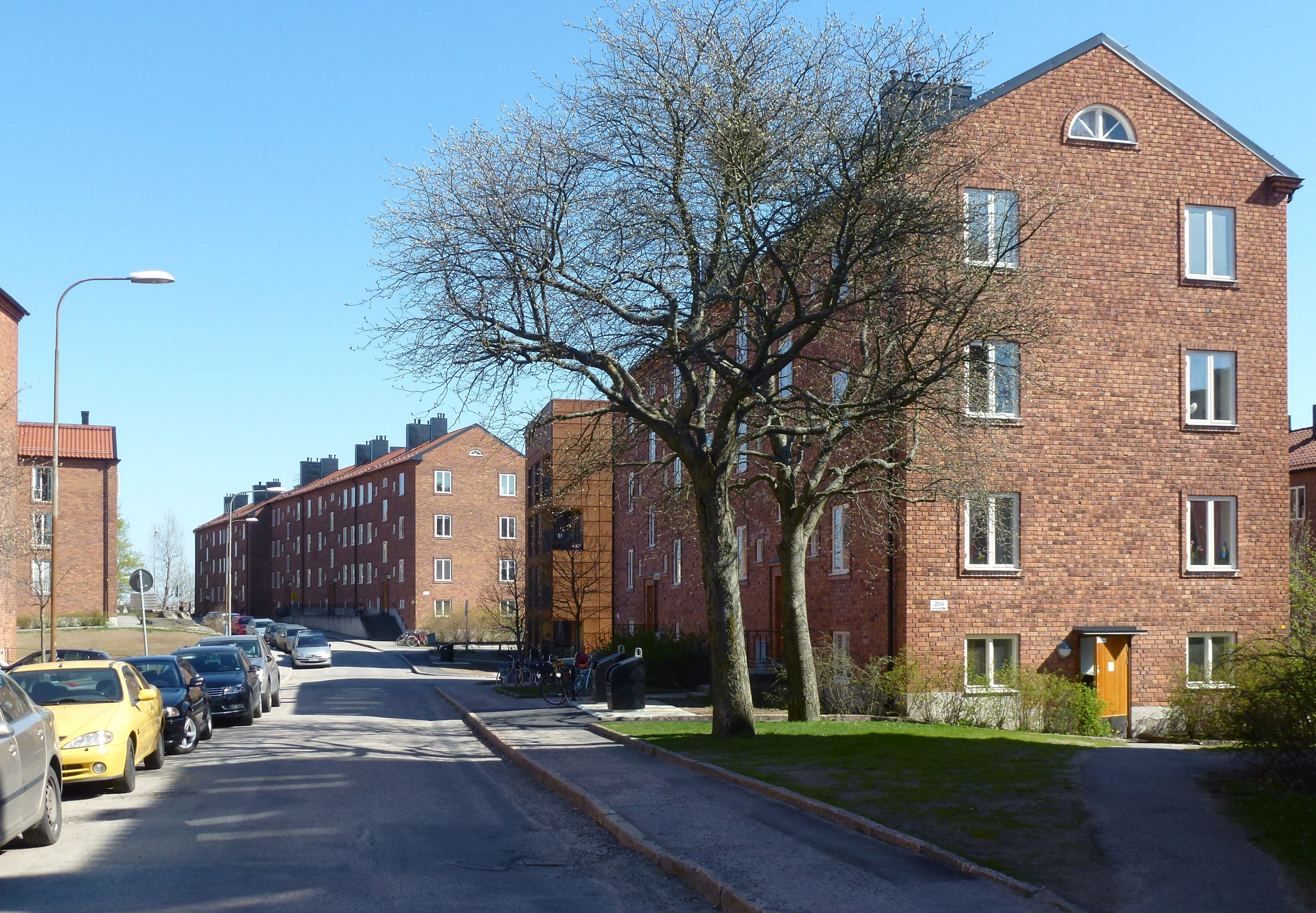
Barnrikehus Främlingsvägen i Midsommarkransen, arkitekt E. Hawerman.

Barnrikehussatsningen tillkom 1935, då riksdagen, efter utredning från Bostadssociala utredningen fattade beslut om en satsning på särskilda Barnrikehus som innehöll bostäder avsedda speciellt för barnrika och "mindre bemedlade" arbetarfamiljer. Barnrikehusen var den första statliga åtgärden för att generellt förbättra bostadssituationen i Sverige som en första genomgripande åtgärd för att minska trångboddheten i de hastigt växande svenska städerna.
Målet var att förbättra bostadsstandarden i Sverige och det här var en av åtgärderna. Många hyresvärdar ville inte hyra ut till barnfamiljer då det slet så mycket på lägenheten. De människor som hade så pass stort behov av en bra bostad blev hänvisade till de sämsta bostäderna på bostadsmarknaden.

## Bakgrund

### Bostadssituationen i Sverige i början av 1900-talet
När de lägre klassernas bostadssituation i Stockholm undersöktes år 1894 kom man fram till att staden inte hade anständiga bostäder och vissa människor även saknade tak över huvudet. Jämfört med andra europeiska länder var hyrorna högre och arbetarklassen fick betala mer för sina trångbodda, undermåliga lägenheter än vad medelklassen gjorde för sina större lägenheter. Människor med lägre ställning i samhället bodde mycket trångt och ohygieniskt då utrymmet för att sköta hygienen saknades. Ohyran frodades och sjukdomar som difteri spreds.
Bostadsbyggandet avstannade under första världskriget medan hyrorna sköt i höjden. Ända in på 1920-talet fick städerna ta hand om hemlösa familjer i bristfälliga nödbostäder under de så kallade oktoberflyttningarna. Förr i tiden var arbetsåret 51 veckor. Det sträckte sig från den 1 november till den 24 oktober. Veckan som var emellan var den enda ledigheten du hade på hela året, som dessutom var obetald. Det var också den tiden du hade på dig att skaffa en ny anställning samt eventuell bostad. Även kallad slankveckan.
Ju större en familj var desto sämre var förutsättningarna för en bostad. Det var inte ovanligt att stora familjer blev nekade att hyra en bostad, även om de kunde betala för den. Det handlade inte bara om den bostadsbrist som rådde, utan en diskriminering av familjer med många barn.

### Bostadspolitikens nya riktning
Befolkningssituationen blev ett stort diskussionsämne på 1930-talet, då bostadspolitiken tog en ny riktning och barnrikehusen blev ett viktigt inslag. Alva och Gunnar Myrdals bok “Kris i befolkningsfrågan” (1934) fick ett stort genomslag. I Sverige föddes det för få barn och för att ändra på det var en del sociala reformer tvungna att genomföras. Till exempel skulle reformerna underlätta och förenkla för de som hade eller ville skaffa barn, genom att erbjuda fria skolmåltider och billigare baslivsmedel. Tillkomsten av daghem, skattelättnader för barnfamiljer och tillgång till subventionerade bostäder för flerbarnsfamiljer med låg inkomst var andra exempel.
Socialminister Gustav Möller tillsatte år 1933 den stora bostadssociala utredningen. Utredningen gick ut på att kartlägga landets bostadsförhållanden och framställa riktlinjer för bostadspolitiken. De flesta aspekter, såsom tekniska, hygieniska, sociala, administrativa och ekonomiska infallsvinklar, analyserades grundligt.
Utredningens tredje betänkande, SOU 1935:2 innehöll “förslag rörande lån och årliga bidrag av statsmedel för främjande av bostadsförsörjningen för mindre bemedlade, barnrika familjer jämte härtill hörande utredningar”.
Utredningen noterade att bostadspolitik och befolkningspolitik hörde samman. För att öka barnantalet var det en nödvändighet med sunda och rymliga bostäder. Den sortens bostäder användes främst av ensamstående, barnlösa par eller familjer med endast ett barn då de ofta var för dyra för flerbarnsfamiljer. Att subventionera familjebostäder skulle ses som en social investering inför nästkommande generation. Ur de här tankarna växte de allmännyttiga bostadsföretagen fram, med uppdraget att förbättra bostadssituationen för de mindre bemedlade, barnrika familjerna.

## Uppförandet av barnrikehusen

### Regeringens anslag
Efter den bostadssociala utredningens förslag anslog 1935 års riksdag 10 miljoner kronor till en lånefond för uppförandet av barnrikehus och 500 000 kronor för att subventionera hyran i de fastigheterna. Högern och Folkpartiet motsatte sig beslutet då de ansåg att bostadsförsörjningen borde skötas av det enskilda näringslivet.
Programmet var av en relativt liten omfattning. Den stora betydelsen var inte det kvantitativa resultatet utan att en ny princip fastställdes: samhället hade det huvudsakliga ansvaret för bostadsförsörjningen. Det hade tidigare betraktats som en privat affärsangelägenhet. När reformverksamheten åter kom igång efter andra världskriget  fick grundprincipen sitt slutliga genombrott. Staten bar det egentliga finansiella ansvaret för bostadsförsörjningen och kommunerna ansvarade för initiativ, administration och kontroll.

### Definitionen av "barnrik"
I september år 1935 offentliggjordes kungörelsen om "lån och bidrag av statsmedel till främjande av bostadsförsörjning åt mindre bemedlade, barnrika familjer" och den nya verksamheten kunde börja.
Att definiera vad "barnrik" innebar var enkelt. Familjen skulle utgöras av en eller flera vuxna personer, av tre eller flera minderåriga (dvs under 16 år), helt eller delvis försörjda barn.  Det var svårare att definiera vad som menades med "mindre bemedlad". Författningstexten löd: "Vid bedömande av frågan, huruvida en familj är att anse som mindre bemedlad, skall hänsyn främst tagas till familjens sammansättning och samlande inkomst samt de olika familjemedlemmarnas särskilda behov." Någon inkomstgräns fastställdes inte och kommunerna och bostadsföretagen fick göra sin egen tolkning av bestämmelserna.

### Fastigheterna
Fastigheterna skulle finansieras på den allmänna kreditmarknaden till 50% av fastighetsvärdet. Staten beviljade mot låg ränta lån mellan lägst 50% och högst 95% av värdet. Kommunerna skulle tillhandahålla tomtmark samt bidra de sista fem procenten av fastighetskapitalet om det behövdes. Fastigheterna skulle förvaltas av kommunerna eller av de så kallade allmännyttiga bostadsföretagen. Det var underförstått att de skulle ägna sig åt nyproduktion, men de kunde även förvärva och rusta upp äldre fastigheter.
Staten gav också behovsprövade bidrag, i form av avdrag på den fastställda standardhyran till familjerna som bodde i barnrikehusen. Summan på avdraget bestämdes av antalet barn.
Barnrikehusens lägenheter skulle bestå av minst två rum och kök. Det fanns inga förbestämda krav på standarden i lägenheterna beträffande centralvärme, badrum med mer. Det var dock en självklarhet att husen inte skulle uppföras utan dessa bekvämligheter. Fastigheterna skulle ha nära avstånd till en lekplats för barnen. I större hus borde det finnas en "lekstuga" med anställd personal, som idag kallas för daghem eller förskola.
Hyresgästerna fick inte ha inneboende utan tillstånd av fastighetsförvaltningen.

## Barnrikehusens avveckling
Regeringen hade tidigare bestämt att 20 000 barnrikelägenheter var behövliga. Det är inget stort antal jämfört med bostadsbyggandets omfattning under miljonprogrammet. Ändå uppnåddes aldrig antalet. Vid slutet av år 1936 fanns det 1350 barnrikelägenheter. År 1941 fanns det 5800 och år 1948 fanns det 12 100 stycken. Vid den tidpunkten avvecklades lånevillkoren för bostäder åt mindre bemedlade barnfamiljer. Inte mycket mer än hälften av de lägenheter som regeringen ansåg byggdes inom ramen av programmet. Några kategorihus av liknande slag uppfördes inte.
En förklaring till att byggandet inte fick större omfattning var de restriktioner som andra världskriget medförde. En annan omständighet som kan ses som den större orsaken var att kommunerna ansågs tröga. Det gällde särskilt städer med borgerlig majoritet. Kommunerna kritiserades av journalisten och författaren Stefan Oljelund som skrev följande i broschyren "Bostadsbygge för barnrika familjer": "Städer och kommuner ha icke visat tillräckligt intresse för den stora reformplanen med följd att tusentals familjer i vårt land, som skulle kunna ha fått goda lägenheter, få vara utan sådana." Han skrev också följande om bostadspolitikens mål: "Goda bostäder betyder ökad folkhälsa, lyckligare familjeliv, färre skilsmässor, mindre utgifter från det allmänna för sjukvård och större glädje för barnen samt ett nytt släkte med krav på högre andlig och materiell kultur."

## Exempel

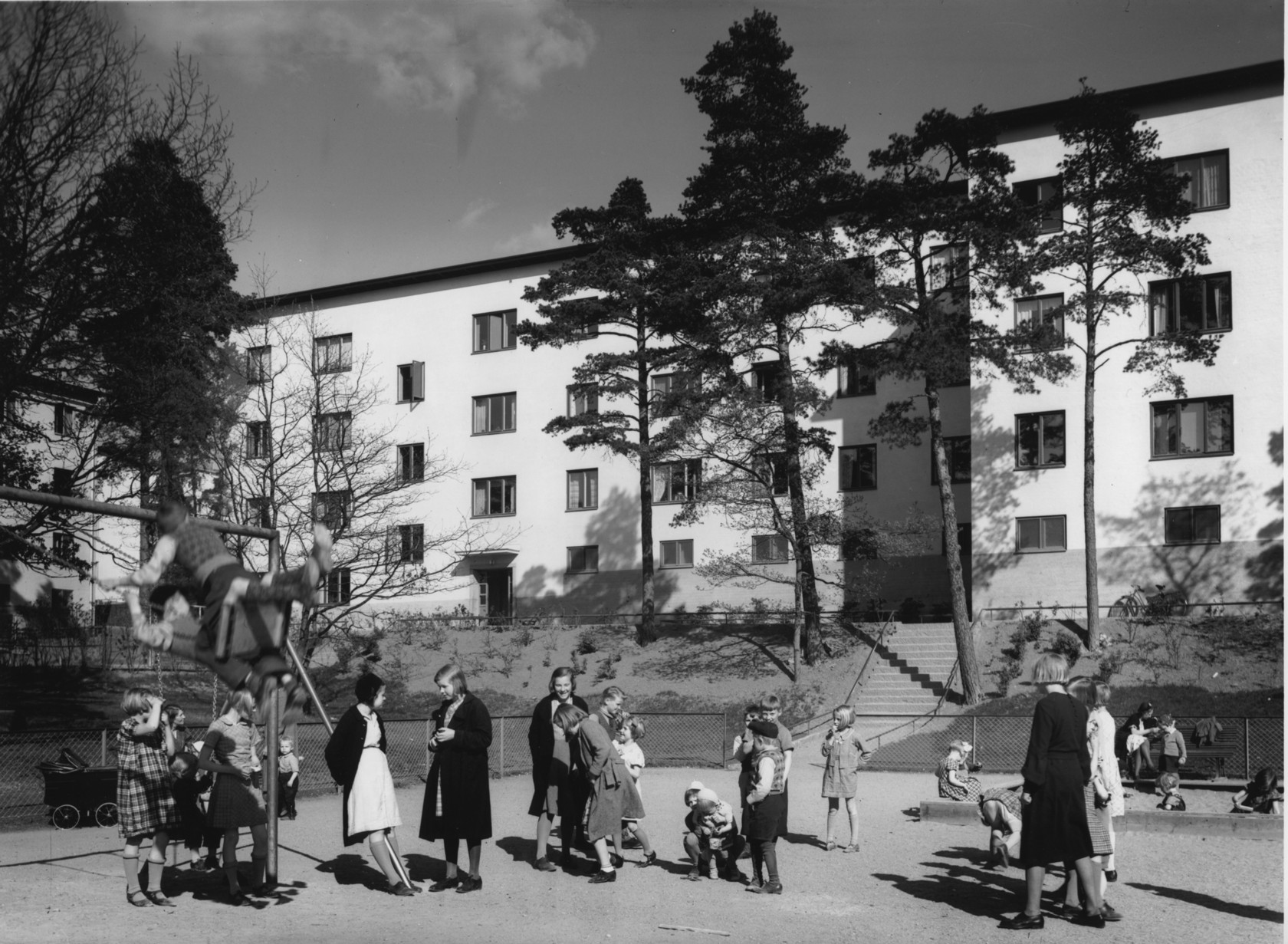
Traneberg, Högklintsvägen på 1930-talet.
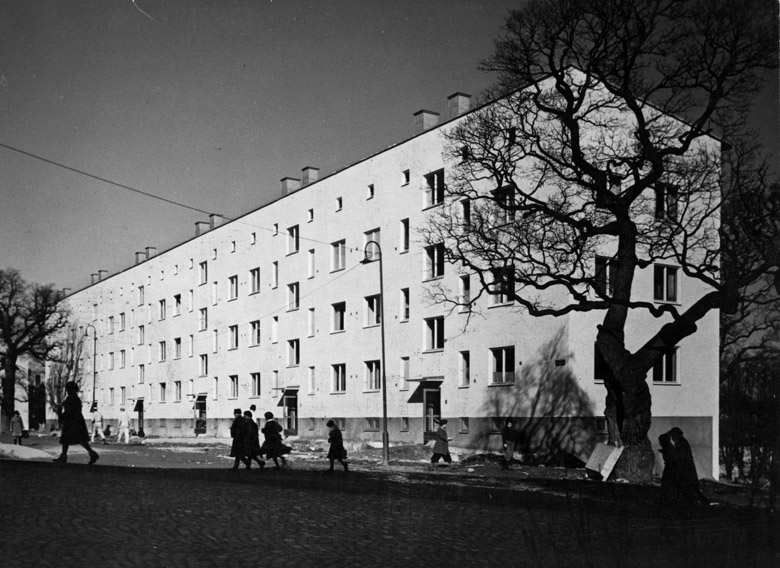
Barnrikehus i Kristineberg.
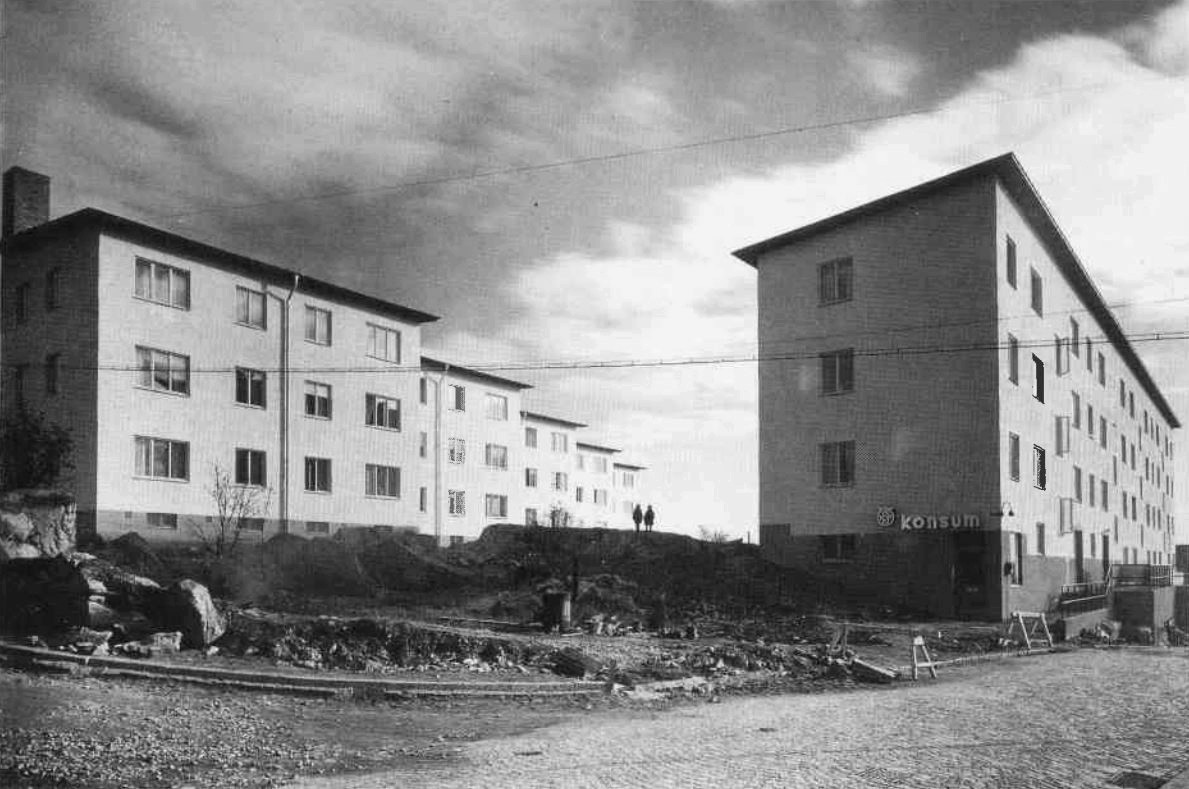
Stickelbärsvägen, barnrikehus från 1930-talet, arkitekt Carl Melin.
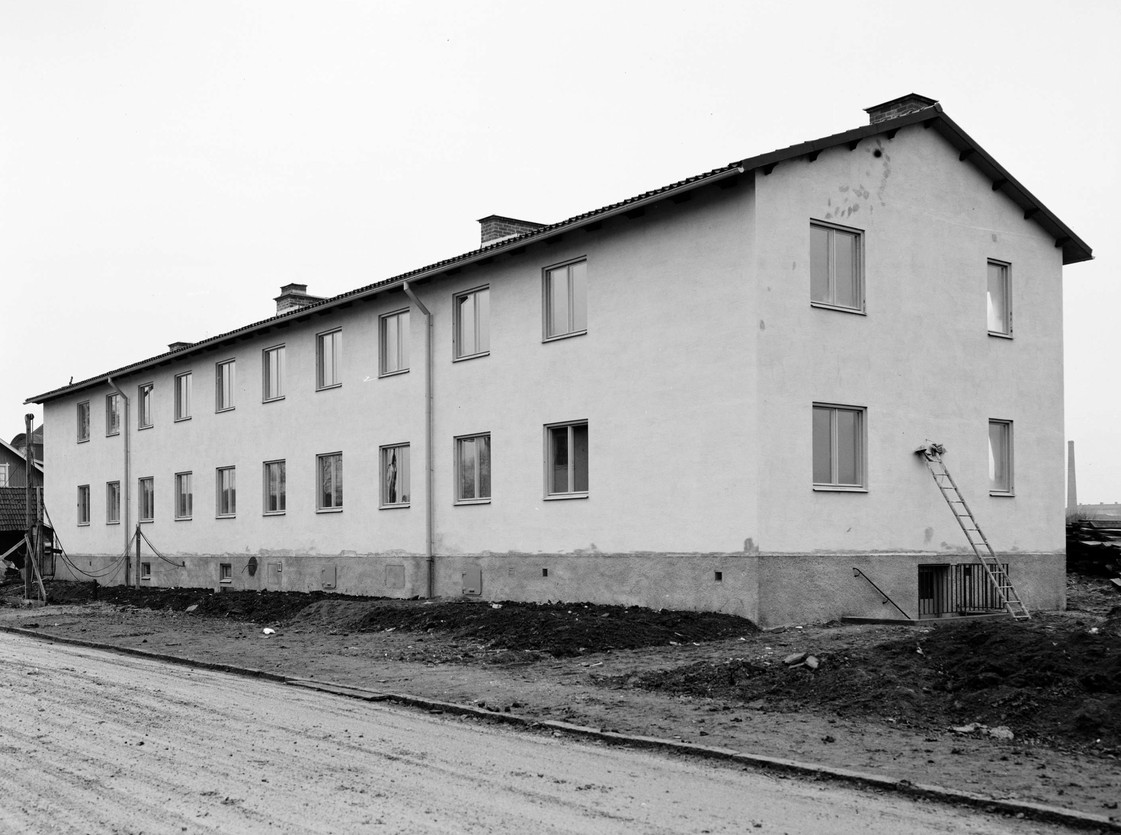
Barnrikehuset vid Svedenborgsgatan i Uppsala.